# Альба Баптіста
Альба Баптіста (нар. 10 липня 1997) — португальська акторка. Свою кар'єру розпочала в рідній Португалії з серіалу «Jardins Proibidos» (2014—2015). Потім знялася в багатьох португальських серіалах і фільмах, таких як «Імпостора», «Filha da Lei», «A Criação» та «Jogo Duplo».
З 2020 по 2022 рік знімалася в серіалі Netflix Warrior Nun, який став її англомовним дебютом.

## Ранній життєпис
Баптіста народилася 1997 року в Лісабоні — столиці Португалії. Її мати-португалка познайомилася з батьком, бразильським інженером із Ріо-де-Жанейро, коли працювала перекладачем у Бразилії. Альба відвідувала німецьку школу в Португалії. У віці 15 років вона вирішила стати акторкою. У дитинстві вона назвала «Горбаня з Нотр-Даму» (1996) своїм улюбленим фільмом.

## Кар'єра
У 16-річному віці Альба Баптіста почала свою кар'єру як головна героїня короткометражного фільму Сімао Каятте «Маямі». За цю гру вона отримала нагороду за найкращу жіночу роль на фестивалі Ibérico de Ciné. Далі вона знялася у португальському серіалі A Criação та теленовелах A Impostora та Jogo Duplo. Протягом наступних років Альба також знімалася в трьох популярних португальських серіалах. У Caminhos Magnétykos Едгара Пера акторка зіграла роль «Катаріни», а в Equinocio Іво Феррейри. У 2019 році вона знялася у фільмі «Патрік», режисерському дебюті Гонсало Веддінгтона, який брав участь у конкурсі Міжнародного кінофестивалю в Сан-Себастьяні, де відбулася його прем'єра. Вона з'явилася в повнометражному фільмі «Фатіма» 2020 року з Гарві Кейтелем, Сонею Брагою та Жуаною Рібейро, режисером якого є Марко Понтекорво.
Її першою англомовною роллю стала головна роль Ави в серіалі Netflix «Черниця-воїн», який вийшов 2 липня 2020 року. Вона повторила свою роль у другому сезоні, який вийшов 10 листопада 2022 року.
У 2022 році Альба Баптіста зіграла Наташу, музу Dior 1950-х років у фільмі "Місіс. Гарріс їде до Парижа.

## Особисте життя
Альба вийшла заміж за американського актора Кріса Еванса 9 вересня 2023 року на приватній церемонії вдома на Кейп-Коді в Массачусетсі.

## Фільмографія

### Фільми
| Рік  | Назва                    | Роль                | Примітки         |
| ---- | ------------------------ | ------------------- | ---------------- |
| 2012 | Amanhã é um Novo Dia     |                     | Короткометражний |
| 2014 | Маямі                    | Ракель              | короткометражний |
| 2018 | Флутуар                  |                     | короткометражний |
| 2018 | Левіано                  | Кароліна Пайшао     |                  |
| 2018 | Equinocio                |                     | короткометражний |
| 2018 | Linhas de Sangue         | Ельза Шнайдер       |                  |
| 2018 | Каміньюс Магнетікос      | Катаріна            |                  |
| 2018 | Summerfest               | Лаура               | короткометражний |
| 2018 | Нерон                    | Клара               | короткометражний |
| 2019 | Imagens Proibidas        | Катаріна            |                  |
| 2019 | Патрік                   | Марта               |                  |
| 2020 | Фатіма                   | Сеньора Лопес Дочка |                  |
| 2022 | Місіс Гарріс їде у Париж | Наташа              |                  |
| TBA  | Вольтрон                 |                     |                  |

### Телебачення
| рік             | Назва             | Роль           | Примітки                  |
| --------------- | ----------------- | -------------- | ------------------------- |
| 2014–2015 роки  | Jardins Proibidos | Інес Коррейя   | Головний акторський склад |
| 2016–2017 роки  | Самозванець       | Беатріс Варела | Головний акторський склад |
| 2017 рік        | Філья да Лей      | Сара           | Головний акторський склад |
| 2017 рік        | Мадре Паула       | Ана            | Повторювана роль          |
| 2017 рік        | A Criação         | Ратінья        | Головний акторський склад |
| 2017 рік        | Сім, Шеф!         | Соня           | 1 епізод                  |
| 2018 рік        | País Irmão        | Mulher Divinal | 1 епізод                  |
| 2017–2018 роки  | Jogo Duplo        | Леонор Невес   | Головний акторський склад |
| 2020 –2022 роки | Черниця-воїн      | Ава Сільва     | Головна роль              |